# Plinia coronata
Plinia coronata är en myrtenväxtart som först beskrevs av Joáo Rodrigues de Mattos, och fick sitt nu gällande namn av Joáo Rodrigues de Mattos. Plinia coronata ingår i släktet Plinia och familjen myrtenväxter. Inga underarter finns listade i Catalogue of Life.